# 두아
두아(Dua, 1254년 ~ 1307년)는 차가타이 한국의 제10대 칸(재위 : 1282년 ~ 1307년)으로, 차가타이 한국의 실질적인 건국자이다. 한자식 표기는 두와(都硅 또는 篤哇, 都瓦), 또는 두아(都阿), 도르아(都勒斡). 제7대 칸 바라크 칸의 아들이다.
차가타이 한국의 혼란을 틈타 왕위 계승권 경쟁에 참여했으며, 오고타이 한국의 카이두 칸을 도와 원나라의 세조 쿠빌라이를 상대로 전쟁에 참여했으나, 뒤에 카이두를 배신하고 오고타이 한국을 멸망시켰다.

## 생애
차가타이 칸의 4대손으로, 1221년 바미얀 공략 중 전사한 무투겐의 증손이자 에세나토의 손자였다. 할아버지 에세나토는 이름만 전하고 자세한 행적은 전하지 않는다. 아버지 바락은 1266년 쿠빌라이 카안에 의해 5촌 당숙 무바라크 샤의 공동 통치자로 임명되었다.
1271년 아버지 바락은 우구데이 칸국이 보낸 자객에 의해 의문의 독살을 당했다. 아버지 바락이 죽을 당시 그는 세력도 없고, 나이가 어렸으므로 왕위는 그의 다른 친족 네구베이, 부카 테무르에게 넘어갔다. 1272년 그는 오고타이 한국의 카이두에 의해 차가타이 한국의 칸으로 추대되었다. 그러나 그는 나이가 어려 실권이 없었다. 그는 카이두와 대립하는 한편 카이두의 측근이 된, 차가타이 칸국 5대 군주 알루구의 아들 츄베이 등 알루구의 자손들과도 칸위 계승권을 놓고 10년간 대립하였다. 알루구는 차가타이 칸의 6남 바이다루의 아들이었다.
1274년 카이두는 두아를 트란스옥시아나의 총독으로 임명했다. 차가타이 칸국에 반란이 일어나자, 카이두는 1282년에 반란 세력과 타협하여 바락의 아들인 두아를 칸위에 올렸다. 칸위에 오른 두아는 우구데이 칸국에 더 이상 저항하지 않고 카이두를 따르게 됐으며 카이두는 더 이상 차가타이 칸국을 걱정하지 않게 됐다. 그러나 1287년 혹은 1291년이 되어서야 부카 테무르를 최종 격파하고 차가타이 울루스 전역을 손에 넣게 된다.
이후 카이두와 협력하여 원나라의 황제 쿠빌라이 칸에게 도전했다. 고령의 쿠빌라이 칸은 이들을 진압하지 못하고 속수무책으로 변방을 유린당했다.
1301년 카이두 함께 카안 울루스에 쳐들어갔지만, 테케리쿠 전투에서 퀼리그 칸 카이산 이끄는 원니리 군에 격퇴되고 카이두와 두아는 모두 중상을 입고 퇴각했다. 그러던 중 1301년, 카이두는 사망하면서 자신의 차남인 오르스를 후계자로 지명했지만 차가타이 칸국의 두아는 이를 무시하고 1303년에 장남인 차파르를 옹립하였다. 그리고 원을 비롯한 모든 한국들과 평화협정을 체결했다.
즉위한 후에 차파르는 두아와 대립하였고, 평화협정이 체결된 지 3년이 지난 1306년에 두아의 군대와 원나라의 지원군에게 협공을 받았다. 양국 군대의 압박을 버티지 못한 차파르는 두아에게 항복했고 두아는 원나라와 함께 우구데이 칸국의 영토를 나눠가졌다. 그는 원나라로 차바르를 추방시켰다. 두아는 그해 다시 군대를 보내 델리 술탄국을 공격했으나 패배했다.
1307년 오고타이 한국을 멸망시킨 두아 칸이 붕어한 이후에 즉위한 케벡 칸과 에센부카 칸에 의해 차가타이 한국은 약 20여 년간 중앙아시아의 분쟁에서 주도적 위치를 차지하게 되었다.
1307년 두아는 군사를 이끌고 힌두쿠시 일대를 공략하여 점령, 아프가니스탄까지 세력하에 두었으나, 곧 병을 얻어 사망했다. 두아의 사망 원인은 다소 불확실한데, 그의 사망 원인은 뇌 염증이라는 설과 마비에 의한 사망설이 있다. 페르시아의 역사가 라시드 알 딘에 의하면 두아는 1306년 뇌 염증으로 사망했다 한다. 다른 페르시아의 역사가 와사프는 그가 1307년 마비로 사망했다고 한다.
그의 뒤를 이어 장남 콘첵이 차가타이 한국의 칸위를 계승했으나, 1308년 사망하였다. 후일 모굴리스탄 칸국을 세운 투글루크 티무르는 그의 여섯째 아들 아미르 허자의 아들이었다.
| 전임 팔촌 부카 테무르 | 제11대 차가타이 한국의 칸 1283년 ~ 1307년 | 후임 아들 콘첵 칸 |

## 같이 보기
- 쿠빌라이-카이두 전쟁